# 貝利 (北卡羅來納州)
貝利（英語：Bailey）是一個位於美國北卡羅萊納州納什縣的城鎮。

## 人口
根據2020年美國人口普查的數據，貝利的面積為1.82平方千米，皆為陸地。當地共有人口568人，而人口密度為每平方千米312人。